# Komeet McNaught
De komeet McNaught of C/2006 P1 werd op 7 augustus 2006 ontdekt door Robert McNaught, een Australische astronoom. De komeet was rond de periheliumpassage op 12 januari 2007 gemakkelijk zichtbaar met het blote oog vanaf de aarde en kon tijdens maximale helderheid zelfs overdag gezien worden.
De komeet was sinds 15 januari 2007 alleen te zien vanaf het zuidelijke halfrond. Komeet McNaught was de helderste komeet sinds de komeet Ikeya-Seki in 1965. McNaught is geen terugkerende komeet en zal slechts eenmaal te zien zijn vanaf de aarde.

## Fotogalerij

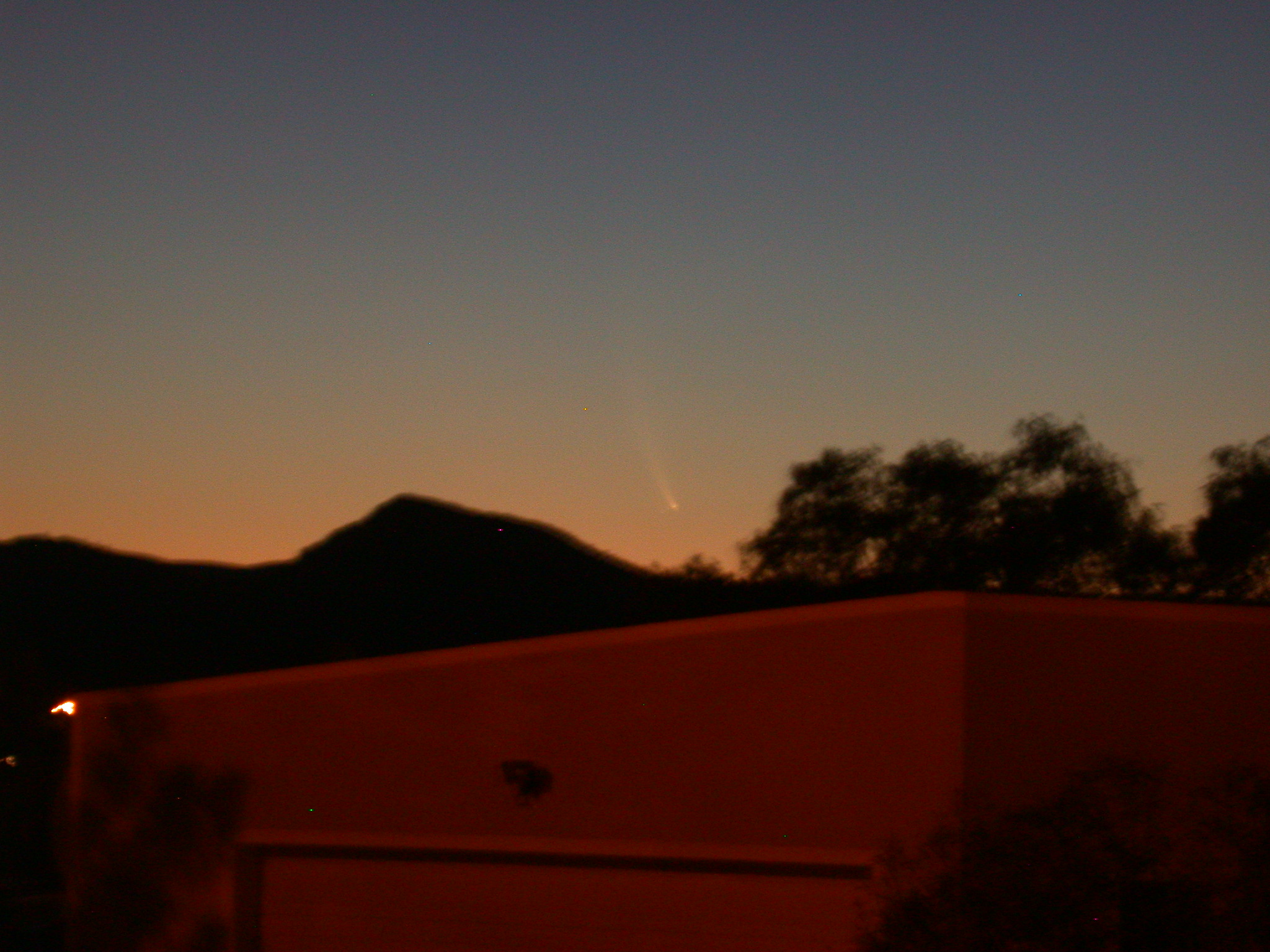
Komeet McNaught boven Windhoek (17 januari 2007)
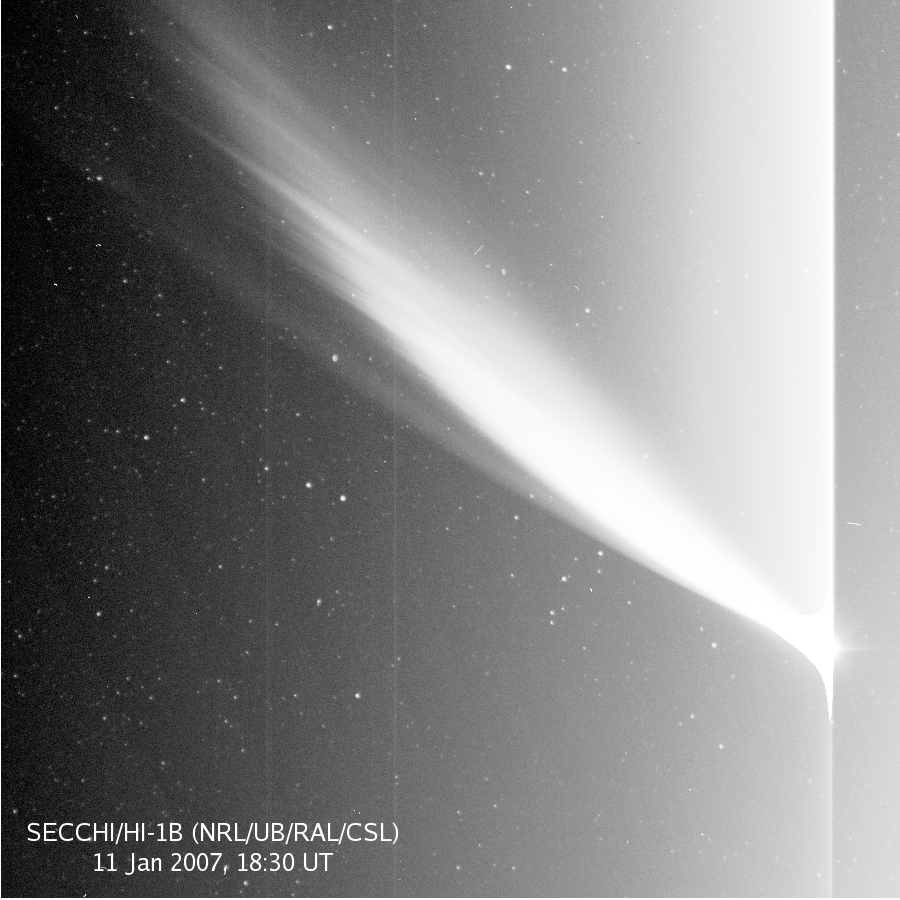
De komeet vanuit het STEREO ruimtevaartuig (11 januari 2007)
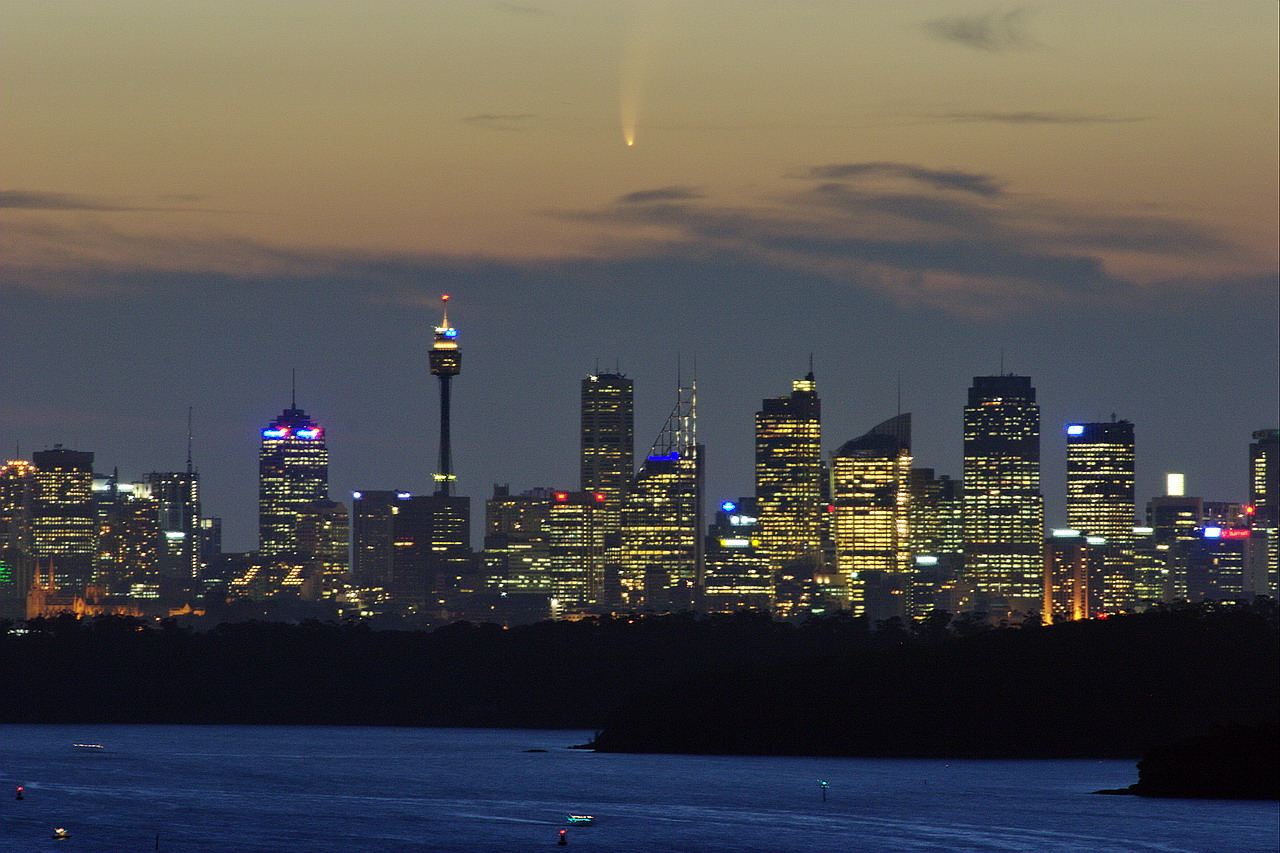
De komeet boven Sydney (16 januari 2007)